# Helena Norberg-Hodge

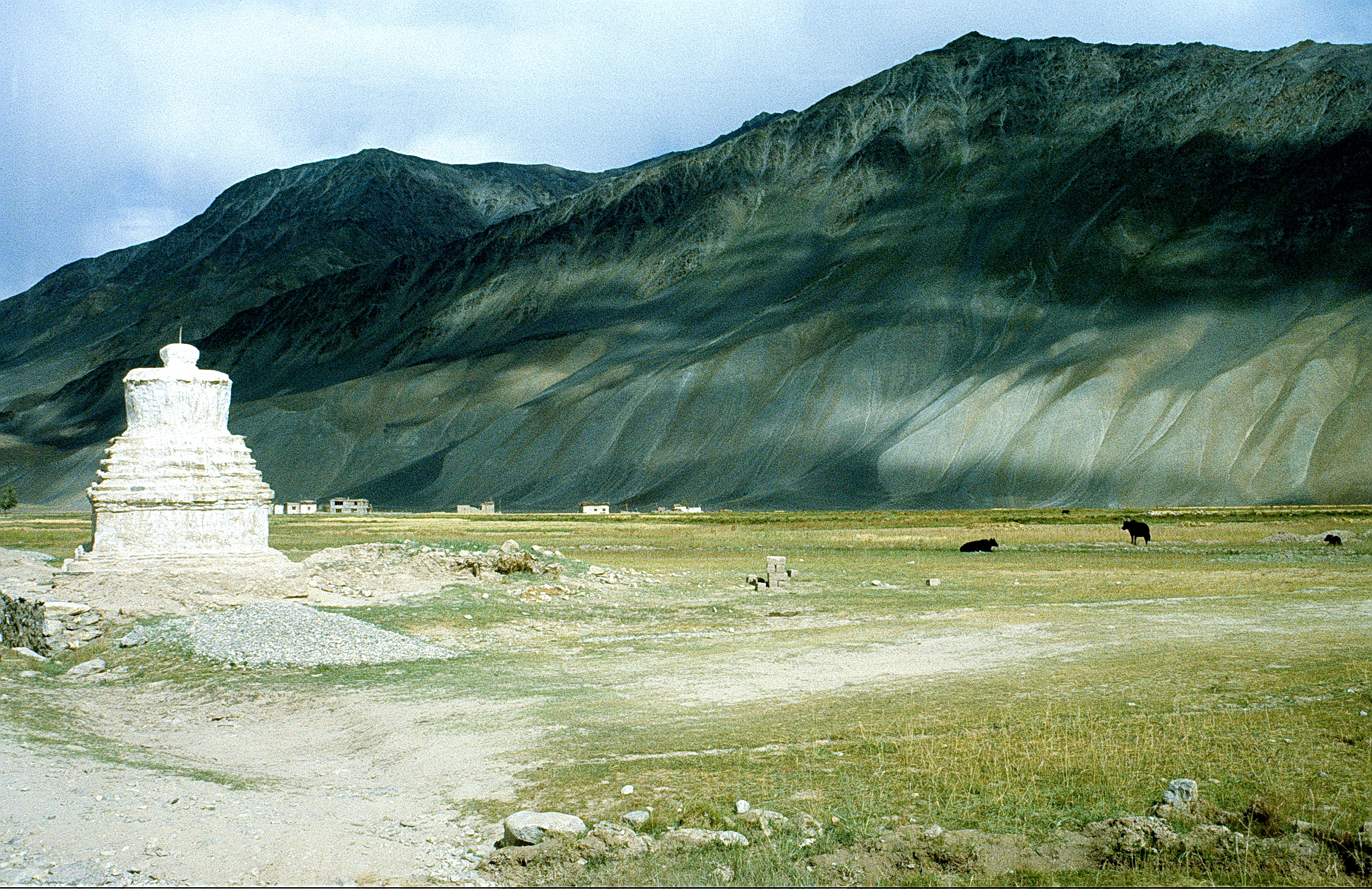
Ladakh

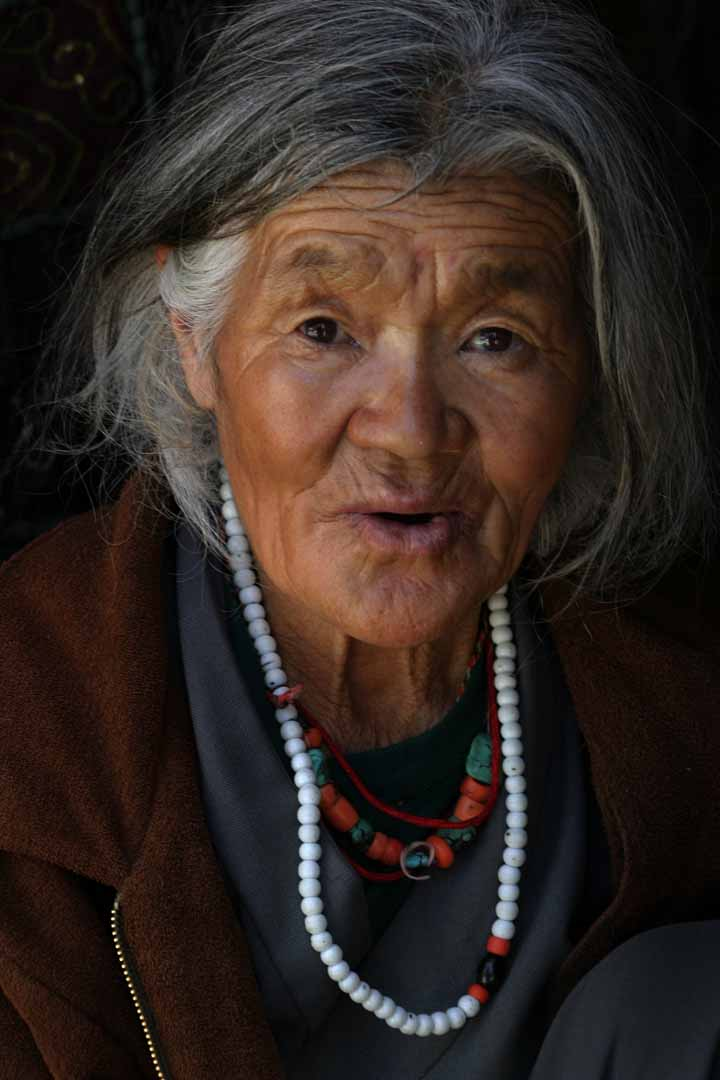
Una mujer de Ladakh

Helena Norberg-Hodge es la fundadora y directora de Local Futures, anteriormente conocida como la Sociedad Internacional para la Ecología y la Cultura (ISEC). Local Futures es una organización sin fines de lucro "dedicada a la revitalización de la diversidad biológica y cultural, y el fortalecimiento de las comunidades locales y las economías de todo el mundo."

## Trayectoria
Norberg-Hodge se educó en Suecia, Alemania, Austria, Inglaterra y los Estados Unidos. Se especializó en lingüística, incluyendo estudios a nivel de doctorado en la Universidad de Londres y en el MIT, con Noam Chomsky. Habla con fluidez siete idiomas y ha vivido y estudiado numerosas culturas en diversos grados de industrialización. El más influyente de estos en la formación de la cosmovisión de Norberg-Hodge es la región del Himalaya de Ladakh.
Norberg-Hodge es la autora de Ancient Futures (1991), un libro sobre la tradición y el cambio en la región del Himalaya de Ladakh. Crítica fundadora de la globalización económica, junto con Jerry Mander, Doug Tompkins, Vandana Shiva, Martin Khor y otros, en el Foro Internacional sobre la Globalización (IFG) en 1994. Es una de las principales defensoras de la localización como un antídoto para los problemas derivados de la globalización, y fundó la Alianza Internacional para la Localización (IAL) en 2014.
Norberg-Hodge produjo y codirigió el galardonado documental The Economics of Happiness (2011), que expone sus argumentos contra la globalización económica y sobre la localización.
En 1993, fue nombrada una de las 'diez ambientalistas más interesantes' por el Earth Journal. Su trabajo ha sido objeto de más de 250 artículos en más de una docena de países.
En el libro La sabiduría de un planeta habitable de Carl McDaniel (Trinity University Press, 2005), fue destacada como una de las ocho visionarias que están cambiando el mundo de hoy.
El 25 de noviembre de 2012, recibió el Goi Peace Award 2012 de la Goi Peace Foundation en Japón, "en reconocimiento a su trabajo pionero en el movimiento de la nueva economía para ayudar a crear un mundo más sostenible y equitativo.
Norberg-Hodge forma parte de la Comisión Internacional sobre el Futuro de la Alimentación y la Agricultura, lanzada con el apoyo del gobierno de Toscana. También es miembro del comité editorial de la revista The Ecologist y cofundadora del Foro Internacional sobre Globalización y la Red de Ecoaldeas Globales.

## Ladakh

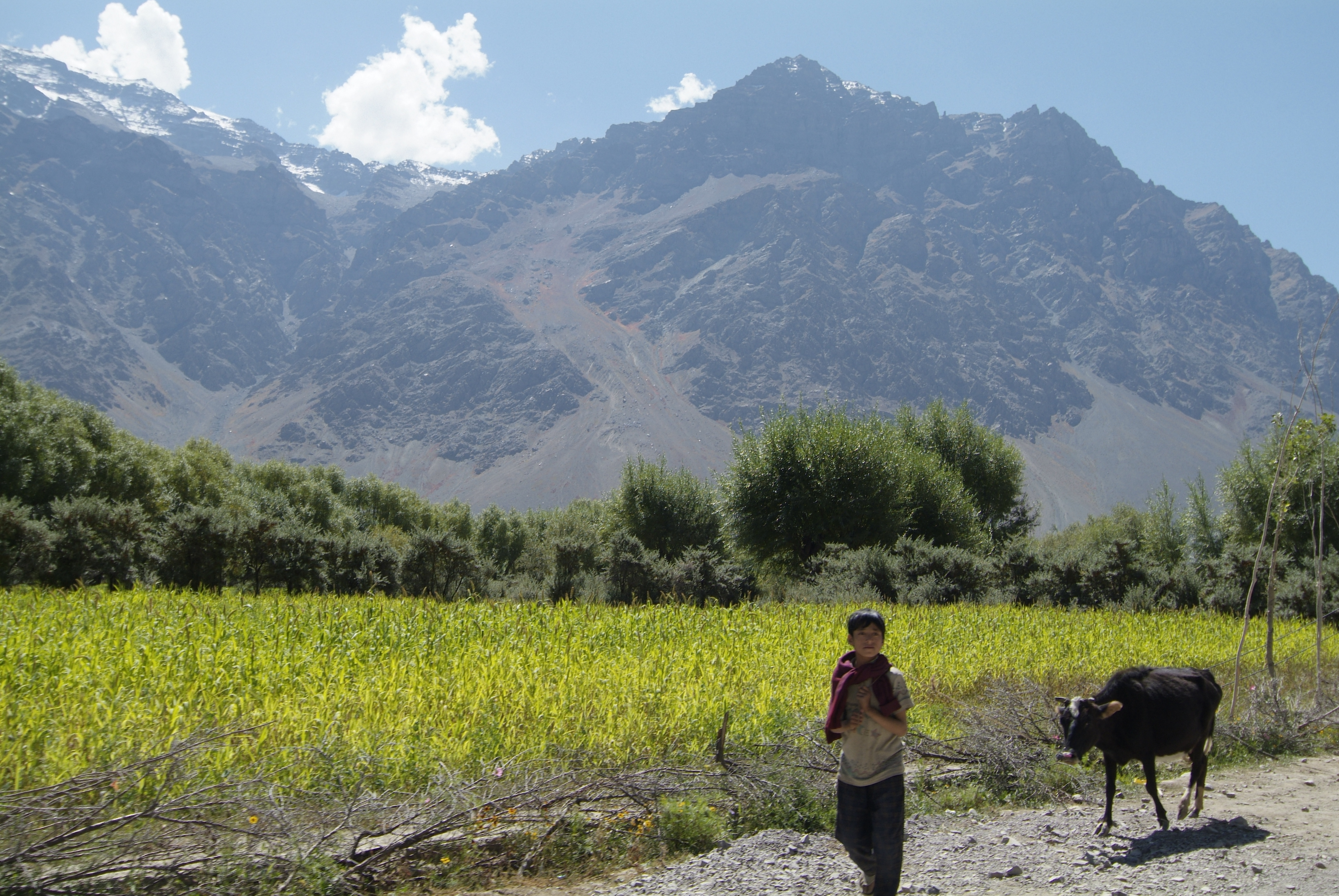
Suru Valley, Ladakh

Ladakh, también conocido como Pequeño Tíbet, es una región remota en la meseta tibetana. Aunque es políticamente parte de la India, tiene más en común culturalmente con el Tíbet. Debido a que limita tanto con China como con Pakistán, países con los que India ha tenido relaciones tensas y frecuentes disputas fronterizas, el gobierno indio mantuvo a Ladakh en gran parte aislado del mundo exterior. No fue hasta 1962 que se construyó la primera carretera sobre los puertos de alta montaña que separan la región del resto de la India, e incluso entonces la región estaba fuera del alcance de todos, excepto el ejército de la India. En 1975, el gobierno de la India decidió abrir Ladakh para el turismo y el "desarrollo", y Norberg-Hodge fue uno de los primeros occidentales en visitar la región, acompañando a un equipo de filmación alemán como traductora.
Como describió en una entrevista con el sitio web indio Infochange, [5] la cultura que observó en esos primeros años tenía mucho que recomendar, pero se rompió rápidamente por el impacto de fuerzas económicas externas: "Cuando llegué por primera vez a Leh, la capital de 5.000 habitantes, las vacas eran la causa más probable de congestión y el aire era cristalino. A cinco minutos a pie en cualquier dirección desde el centro de la ciudad había campos de cebada, salpicados de grandes casas de labranza. Durante los siguientes veinte años observé empeorar a Leh. Las calles se llenaron de tráfico y el aire olía a vapores de diesel. Las colonias de viviendas de las casas de cemento sin alma se dispersaron en el desierto polvoriento. Las corrientes, una vez prístinas, se contaminaron y el agua era imposible de beber. Por primera vez, había personas sin hogar. El aumento de las presiones económicas llevó al desempleo y la competencia. En unos pocos años, aparecieron fricciones entre diferentes comunidades. Todas estas cosas no habían existido durante los 500 años anteriores."
Muchos de los cambios que trajo el "desarrollo" fueron psicológicos, como lo describió en la versión cinematográfica de Ancient Futures: "En uno de mis primeros años en Ladakh, estuve en este pueblo increíblemente hermoso. Todas las casas tenían tres pisos de altura y estaban pintadas de blanco. Y me sorprendió. Por curiosidad, le pedí a un joven de esa aldea que me mostrara la casa más pobre. Pensó un momento y luego dijo: "No tenemos ninguna casa pobre". La misma persona que escuché ocho años después, le decía a un turista: '¡Oh, si pudieras ayudarnos a los Ladakhis, somos tan pobres!' Y lo que sucedió es que, en los ocho años transcurridos, lo habían bombardeado con todas estas imágenes unidimensionales de la vida en Occidente. Había visto a personas con autos rápidos, ya saben, y con muchas cosas caras. Y de repente, en comparación, su cultura parecía atrasada, primitiva y pobre".
En 1978, Norberg-Hodge fundó The Ladakh Project, para el cual Local Futures es ahora la organización matriz, con el fin de contrarrestar las impresiones excesivamente optimistas de la vida en la cultura del consumidor urbano y volver a inculcar el respeto por la cultura tradicional. También ayudó a establecer varias ONG indígenas en Ladakh, entre ellas la Alianza de Mujeres de Ladakh (WAL), la Organización de Medio Ambiente y Salud de Ladakh (LEHO) y el Grupo de Desarrollo Ecológico de Ladakh (LEDeG). LEDeG ha diseñado, construido e instalado una amplia gama de tecnologías apropiadas a pequeña escala, que incluyen calentadores solares de agua, cocinas, calentadores pasivos e invernaderos. En 1986, Norberg-Hodge y LEDeG fueron galardonados con el Premio Right Livelihood (también conocido como el "Premio Nobel Alternativo") en reconocimiento a estos esfuerzos.

## Publicaciones

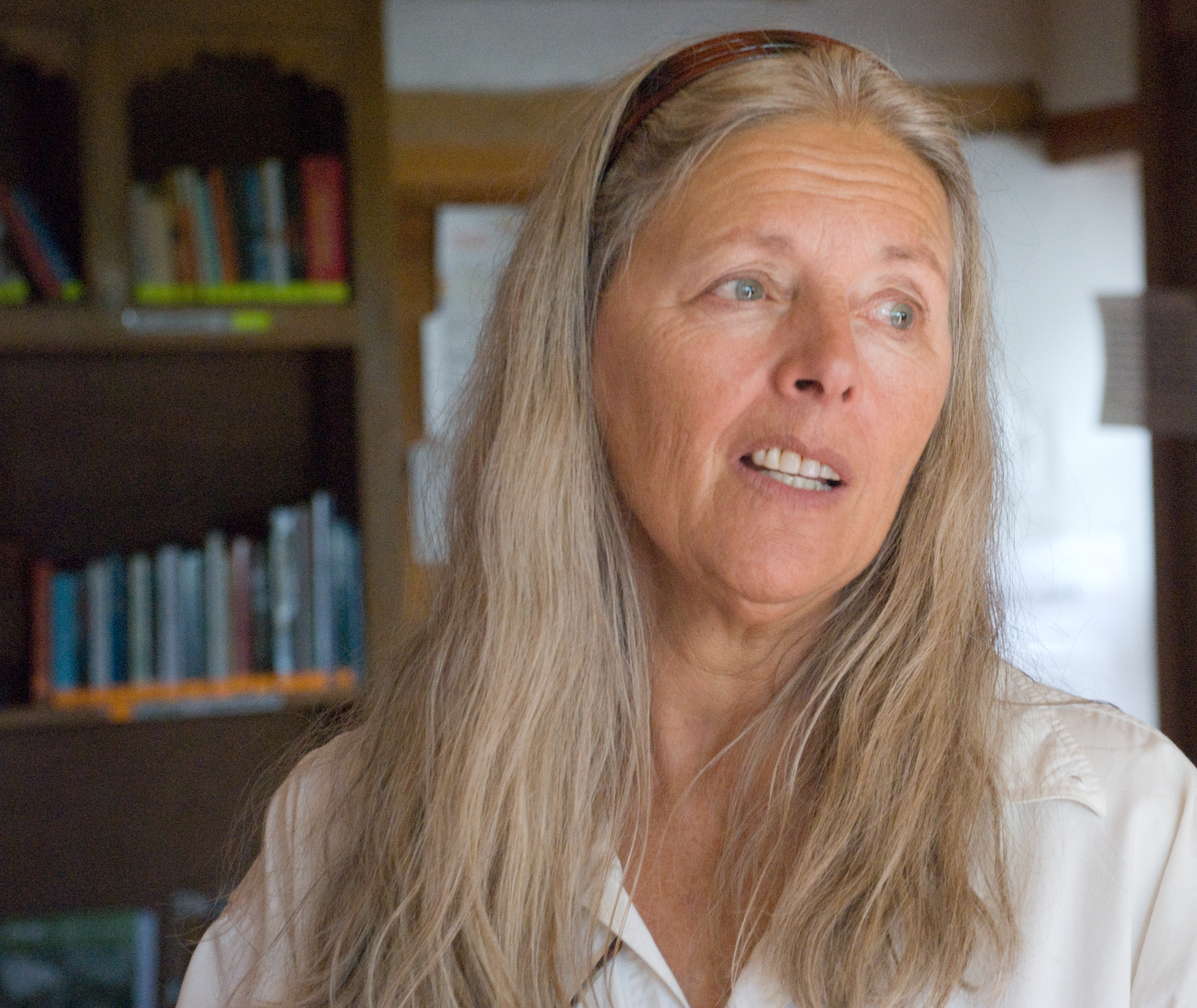
Helena Norberg-Hodge en 2009.

Ancient Futures: Learning from Ladakh (Sierra Club, 1991) se basó en la experiencia de primera mano de Norberg-Hodge de la cultura tradicional de Ladakh y los impactos del desarrollo convencional en ella. El libro fue muy bien recibido y se ha mantenido impreso desde entonces. (En 2009 se publicó una segunda edición, con un subtítulo diferente, "Lecciones de Ladakh para un mundo en proceso de globalización"; y en abril de 2016 se publicó una tercera edición sin subtítulos). Ancient Futures ha sido descrito como un "clásico inspirador" por The London Times y "uno de los libros más importantes de nuestro tiempo" por la autora Susan Griffin. Junto con la versión cinematográfica del libro, Ancient Futures se ha traducido a más de 40 idiomas.
Norberg-Hodge también es coautor de Llevar a casa la economía alimentaria: alternativas locales a la agroindustria global (Kumarian, 2002) y From the Ground Up: Rethinking Industrial Agriculture (Zed Books, 1992).
Norberg-Hodge ha escrito muchos artículos y capítulos de libros, incluyendo:
- "Localization and the Economics of Happiness", Soka Gakkai International, March 2017
- "Strengthening Local Economies: The Path to Peace?", Tikkun, July 29, 2015
- "A New Call for Resistance and Renewal", Resurgence, July-August 2015
- "The Economics of Climate Change" Archivado el 22 de abril de 2021 en Wayback Machine. Ecotrust, February 23, 2015
- "The North-South Divide" The Ecologist magazine, June 22, 2008.
- "Encouraging Diversity and Sustainability through Localisation" World Women's Forum 2008.
- "The Economics of Happiness" Resurgence magazine, November/December 2007.
- "Thinking Globally, Eating Locally" Totnes Transition Town Guide, 2007.
- "Going Local" Kindred magazine, December 2007
- "Poverty and the Buddhist Way of Life" Ecology and Buddhism in the Knowledge-based Society, May 2006

## Conferencias, talleres y presentaciones.
Norberg-Hodge da conferencias extensamente en inglés, sueco, alemán, francés, español, italiano y Ladakhi. A lo largo de los años, las giras de conferencias la han llevado a universidades, agencias gubernamentales e instituciones privadas. Ha hecho presentaciones a parlamentarios en Alemania, Suecia e Inglaterra; en la Casa Blanca y el Congreso de los Estados Unidos; a la UNESCO, el Banco Mundial y el FMI; y en Cambridge, Oxford, Harvard, Cornell y muchas otras universidades. También enseña regularmente en el Colegio Schumacher en Inglaterra. Con frecuencia, da conferencias y talleres para grupos comunitarios de todo el mundo que trabajan en temas de localización.
Las presentaciones recientes incluyen:
- Mayo 2017- "Understanding the Economic Equation for Creating Happiness" (interview on the UPLIFT Podcast)
- Abril 2017- "Sacred Activism in a Post-Trump World" (webinar with Alnoor Ladha).
- Marzo 2016- "Debt and Speculation in the Global Economy" (webinar with Charles Eisenstein).
- Diciembre 2015- "Going Local" (webinar with Michael Shuman).
- Octubre 2015- "Economics of Happiness - How Human-Scale Is Essential for Solving Our Social and Ecological Problems" at Lingnan University, Hong Kong
- Junio 2015- "Taking the Power Back to Create Happy and Sustainable Communities" Archivado el 10 de junio de 2016 en Wayback Machine. (a conversation with Philip Watt)
- Mayo 2015- Talk at the 'Our Community' Conference in Melbourne, Australia
- Octubre 2011- "The End of Growth" Archivado el 13 de mayo de 2012 en Wayback Machine. with Richard Heinberg. Orion Magazine live online discussion.
- Julio 2011-"The Economics of Happiness." TEDx, Christchurch, New Zealand